# Hara Masatane
Hara Masatane (原 昌胤?; 1531 – 23 giugno 1575) è stato un samurai e generale giapponese del periodo Sengoku. È anche conosciuto come uno dei ventiquattro generali di Takeda Shingen.
Masatane era parente di Hara Toratane, anche se provenivano da rami differenti della famiglia, e fu anche un abile comandante. Combatté nella battaglia di Mimasetōge (1569) e fu ucciso combattendo in prima linea nella battaglia di Nagashino.